# Xerophyta equisetoides
Xerophyta equisetoides là một loài thực vật có hoa trong họ Velloziaceae. Loài này được Baker mô tả khoa học đầu tiên năm 1875.